# Sinophasma brevipenne
Sinophasma brevipenne är en insektsart som beskrevs av Günther 1940. Sinophasma brevipenne ingår i släktet Sinophasma och familjen Diapheromeridae. Inga underarter finns listade i Catalogue of Life.